# رود أوستين
رود أوستين (بالإنجليزية: Rod Austin)‏ هو لاعب كرة قدم أسترالية أسترالي، ولد في 26 يناير 1953.

## وصلات خارجية
- رود أوستين على موقع AustralianFootball.com (الإنجليزية)
- رود أوستين على موقع AFLtables.com (الإنجليزية)